# Roodrugkwartellijster
De roodrugkwartellijster (Cinclosoma castanotum) is een zangvogel uit de familie Cinclosomatidae.

## Verspreiding en leefgebied
Deze soort is endemisch in zuidoostelijk Australië en komt voor van oostelijk-centraal Zuid-Australië tot centraal New South Wales en noordwestelijk Victoria.